# Baptisten in Estland
Die Baptisten in  Estland sind vereinigt in der Estnischen Union der Evangeliumschristen-Baptisten (estnisch: Eesti Evangeeliumi Kristlaste ja Baptistide Koguduste Liit). Zwölf der 83 Gemeinden sind russischsprachig.

## Geschichte

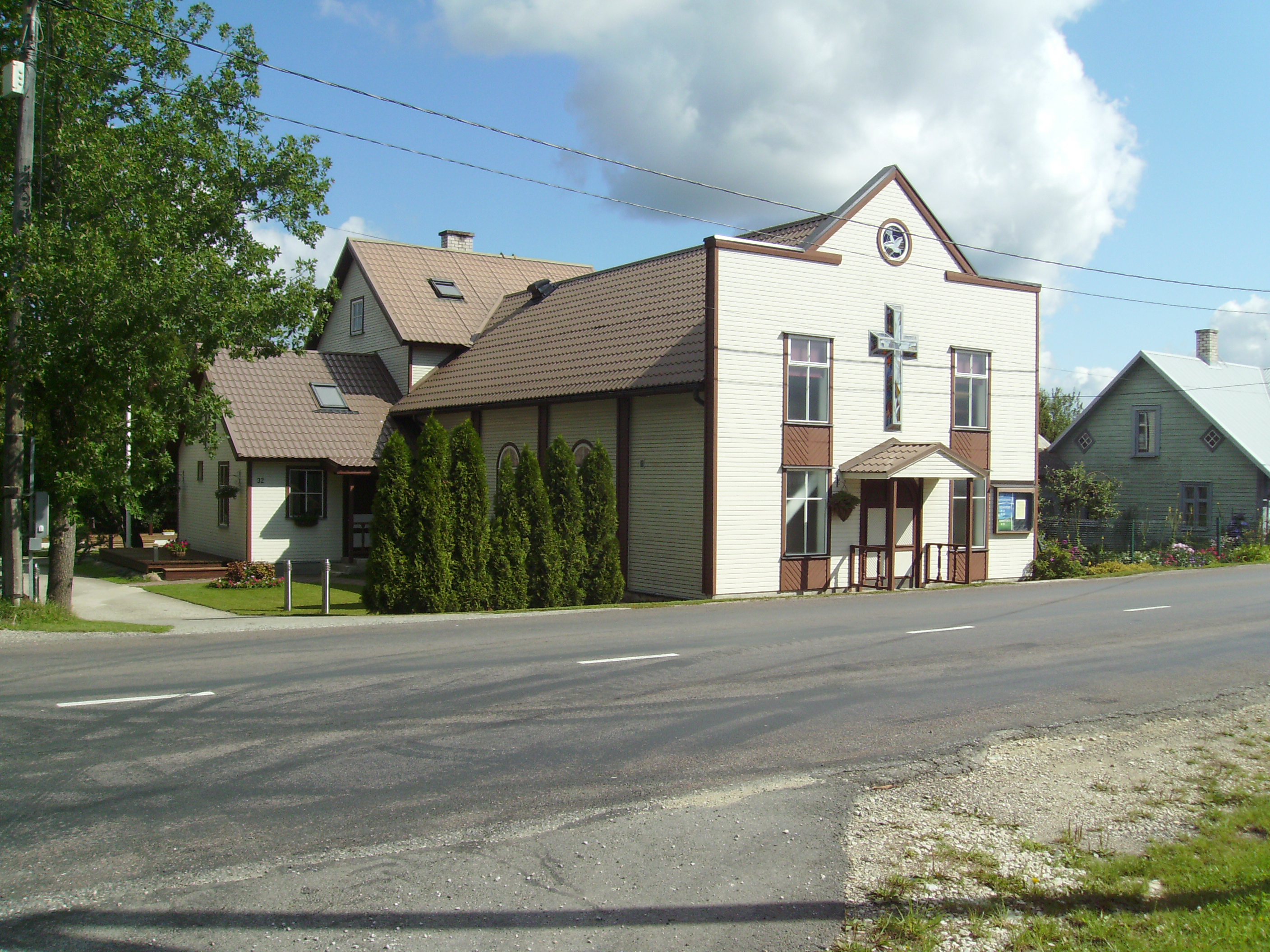
Baptistenkirche in Kohila

Die erste baptistische Taufe in Estland fand im Jahr 1884 statt. Sie war das Ergebnis einer Missionsarbeit, die von den beiden schwedischen Lehrern Thorén und Österbblom auf der Insel Vormsi und auf der Halbinsel Noarootsi initiiert worden war. Unter ihrer Anleitung entstanden in Westestland Hauskreise, die sich mit der Bibel beschäftigten. Bauern stellten ihre Scheunen für gottesdienstliche Versammlungen zur Verfügung, bei denen Thorén und Österblom in schlichter Weise predigten. Diese Verkündigung blieb nicht ohne Folgen. Im Jahre 1884 konstituierte sich die erste estnische Baptistengemeinde in Haapsalu, der innerhalb weniger Jahrzehnte weitere Gemeinden in ganz Estland folgten. Gründe für die schnelle Verbreitung waren unter anderem die Sonntagsschul- und die Chorarbeit der jungen Gemeindebewegung. Auch trugen Kolporteure, die baptistisches Gedankengut selbst in entlegene Dörfer brachten, zur Ausbreitung dieser freikirchlichen Bewegung wesentlich bei. Bereits im Jahr 1900 konstituierten sich die estnischen Baptistengemeinden zu einem selbständigen Bund.
Zehn Jahre nach Gründung der ersten Baptistengemeinde begannen auch pfingstlerische und andere evangelikale Kreise mit missionarischen Arbeiten in Estland. In der Sowjetzeit vereinigte sich die inzwischen als evangelische Freikirche der Evangeliums-Christen verfasste Bewegung mit der baptistischen zur noch heute bestehenden Estnischen Union der Evangeliumschristen-Baptisten.

## Statistik
Heute gehören 83 autonome Ortsgemeinden mit rund 6000 Mitgliedern (ohne Kinder und Freunde) zum estnischen Baptistenbund. Davon sind zwölf Gemeinden russischsprachig.

## Internationale Verbindungen und Ökumene
Der estnische Baptistenbund gehört zur Europäisch-Baptistischen Föderation und über sie zum Baptistischen Weltbund. Er ist Mitglied im Ökumenischen Rat der estnischen Kirchen. Viele seiner Mitglieder arbeiten engagiert mit in der Evangelischen Allianz.

## Persönlichkeiten
- Eduard Magnus Jakobson (1847–1903)